# Eddumailaram
Eddumailaram is een census town in het district Sangareddy van de Indiase staat Telangana. 

## Demografie
Volgens de Indiase volkstelling van 2001 wonen er 13.584 mensen in Eddumailaram, waarvan 52% mannelijk en 48% vrouwelijk is. De plaats heeft een alfabetiseringsgraad van 77%. 